# Jesús María (Nayarit)
Jesús María es una localidad situada en el estado mexicano de Nayarit, cabecera del municipio de Del Nayar. De acuerdo con el censo de población del año 2020 hay un total de 3 695 habitantes en la localidad.

## Localización
Jesús María se localiza al noroeste del municipio de Del Nayar, en las coordenadas 22°15′05″N 104°31′05″O / 22.25139, -104.51806, está a una altura media de 426 metros sobre el nivel del mar.

## Demografía
De acuerdo con el censo de población del año 2020 llevado a cabo por el Instituto Nacional de Estadística y Geografía (INEGI) hay un total de 3 695 habitantes, 1 869 mujeres y 1 826 hombres.
Tiene una densidad de población de 1 997 habitantes por kilómetro cuadrado y un área de 1.85 kilómetros cuadrados.
Tiene un índice de fecundidad de 2.79 hijos por mujer; en la localidad hay un grado promedio de escolaridad de 8.35 años.